# Laborboy

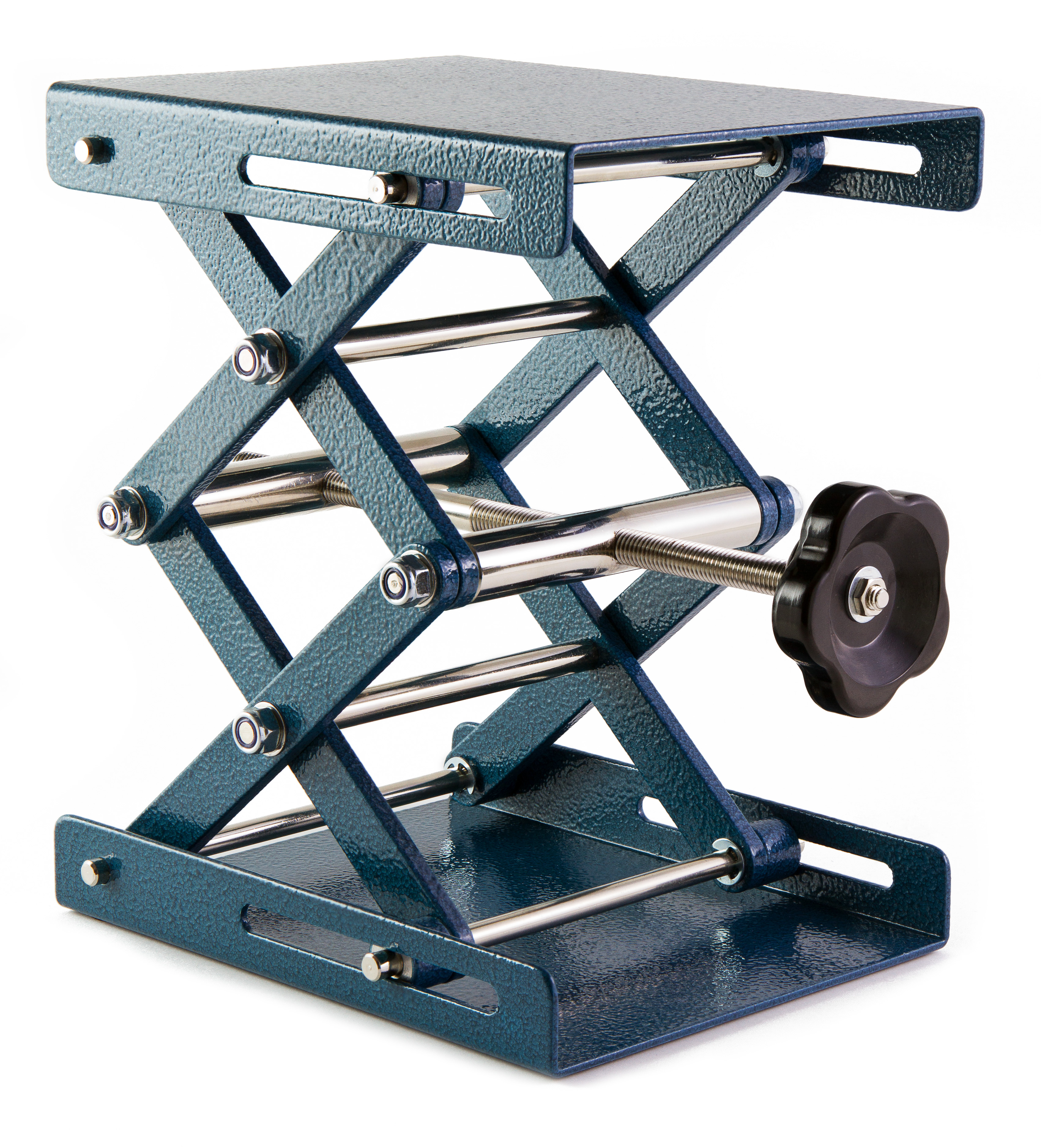
Laborhebebühne

Laborboy (auch Laborhexe) ist eine Bezeichnung für eine Laborhebebühne; eine kleine höhenverstellbare Plattform, die in Laboratorien verwendet wird.  Der Laborboy wird bei Versuchsaufbauten verwendet, bei denen Teile des Aufbaus eine veränderliche Arbeitshöhe verlangen. Es gibt ihn in verschiedenen Abmessungen. Es ist so konzipiert, dass Standardlaborgeräte wie Heizrührer, Kolben, Bechergläser oder ähnliche darauf Platz finden. Der Laborboy kann mittels einer Schraube in der Regel stufenlos auf einer Höhe von einigen Zentimetern justiert werden. Es gibt auch Modelle, die mittels Elektromotor verstellt werden können.
Die Laborhebebühne hat nicht nur praktische Aspekte, sondern ist auch ein wichtiges Sicherheitselement. Bei Reaktionen, die bei erhöhter Temperatur geführt werden, kann das Heizbad auf ihr platziert werden. Der Kolben, in dem die Reaktion stattfindet, ist an einem Stativ befestigt und ins Heizbad getaucht. Wenn die Reaktion zu heftig wird, kann durch die Hebebühne das Heizbad schnell entfernt werden.
Ein früher Markenname für Laborhebebühnen ist „Lab-Jack“. Dieser wurde bereits 1954 von der Central Scientific Company (Chicago, IL) in der Kategorie „Verstellbare Halterungen für Labor-Apparate“ angemeldet. Ab 1960 bringt dann die Rudolf Grauer AG das Programm „Swiss-Boy“ auf den Markt.